# Nyctemera nesites
Nyctemera nesites là một loài bướm đêm thuộc phân họ Arctiinae, họ Erebidae.